# Autodesk Inventor
Inventor est un logiciel de modélisation 3D réalisé par la société Autodesk, également créateur du logiciel de DAO AutoCAD.
Il permet d'exploiter le concept de conception paramétrique. C'est un logiciel de dessin technique à vocation mécanique que l'on retrouve dans plusieurs domaines : 
- Automobile
- Architecture
- Construction
- Biens de consommation
- Équipement industriel
- Matériel industriel
- Éducation
- Électricité
- Production par processus
- Horlogerie

Ce logiciel permet de modéliser : 
- Pièce
- Assemblage
- Dessin sous forme de plan

Il existe un certain nombre de modules : 
- Simulation cinématique
- Rendu
- Simulation mécanique
- Simulation des écoulements de fluides
- Simulation d'usinage sur machines cam 5 axes en générant le Gcode
- Impression 3D
- Création de moules
- Création des engrenages etc.

Les modules sont très nombreux et chaque utilisateur peut en développer de nouveaux grâce à l'API fournie (elle repose sur la technologie COM et donc de nombreux langages peuvent être utilisés : VBA, C#, Python, C++...).

## Noms et dates de publication
Les premières publications d'Autodesk Inventor ont été développées avec un nom de code d'un véhicule populaire. Avec la version 11, Autodesk commence à donner des noms d'un inventeur ou scientifique :
- Inventor 1 « Mustang » 20/09/1999
- Inventor 2 « Thunderbird » 01/03/2000
- Inventor 3 « Camaro » 01/08/2000
- Inventor 4 « Corvette » 01/12/2000
- Inventor 5 « Durango » 17/09/2001
- Inventor 5.3 « Prowler » 30/01/2002
- Inventor 6 « Viper » 15/10/2002
- Inventor 7 « Wrangler » 18/04/2003
- Inventor 8 « Cherokee » 15/10/2003
- Inventor 9 « Crossfire » 15/07/2004
- Inventor 10 « Freestyle » 06/04/2005
- Inventor 11 « Faraday » 06/04/2006
- Inventor 2008, « Goddard » 11/04/2007
- Inventor 2009, « Tesla » 16/04/2008
- Inventor 2010, « Hopper » 27/02/2009
- Inventor 2011, « Neon » 26/03/2010
- Inventor 2012, « Brunel » 22/03/2011
- Inventor 2013, «Goodyear» 27/03/2012
- Inventor 2014, «Franklin» 29/03/2013
- Inventor 2015, «Dyson» 28/03/2014
- Inventor 2016, «Shelby» 16/04/2015
- Inventor 2017, «Enzo» 28/03/2016
- Inventor 2018, «Elon» 24/03/2017
- Inventor 2019, «Zora» 10/04/2018
- Inventor 2020, «Senna» 27/03/2019
- Inventor 2021, «Ada» 31/03/2020
- Inventor 2022, «Ren» 04/04/2021